# Cirrhilabrus lanceolatus
Cirrhilabrus lanceolatus es una especie de peces de la familia Labridae en el orden de los Perciformes.

## Morfología
Los machos pueden llegar a alcanzar los 8,8 cm de longitud total.

## Distribución geográfica
Se encuentra en la isla de Okinawa (Honshu, Japón).